# Phaselia pithana
Phaselia pithana är en fjärilsart som beskrevs av Eugen Wehrli 1941. Phaselia pithana ingår i släktet Phaselia och familjen mätare. Inga underarter finns listade i Catalogue of Life.